# Primitív ciklikus mátrix
Primitív ciklikus mátrixnak nevezzük azt a ciklikus mátrixot, amelynek első sorában az első elem 0, a második 1, a többi zérus.
A primitív ciklikus mátrix egyúttal speciális permutáló mátrix is.

## Példa
Legyen C negyedrendű primitív ciklikus mátrixunk, amely 

{\displaystyle C(0,1,0,0)={\begin{bmatrix}0&1&0&0\\0&0&1&0\\0&0&0&1\\1&0&0&0\\\end{bmatrix}}}    egyben speciális permutáló mátrix is.